# Misumena mridulai
Misumena mridulai är en spindelart som beskrevs av Benoy Krishna Tikader 1962. Misumena mridulai ingår i släktet Misumena och familjen krabbspindlar. Inga underarter finns listade i Catalogue of Life.